# Telegram do św. Józefa
Telegram do św. Józefa w nagłej potrzebie, czyli Triduum odprawiane w jednym dniu dla wybłagania szybkiego ratunku – modlitwa w Kościele katolickim ku czci św. Józefa odmawiana w nagłej potrzebie. Modlitwa ta odmawiana jest trzykrotnie w jednym dniu albo rano, w południe i wieczorem, albo w trzech następujących po sobie godzinach w przypadku pilnej sprawy.